# Бреси (Ен)
Бреси (фр. Brécy) насеље је и општина у североисточној Француској у региону Пикардија, у департману Ен (Пикардија) која припада префектури Шато Тјери.
По подацима из 2011. године у општини је живело 352 становника, а густина насељености је износила 35,27 становника/km². Општина се простире на површини од 9,98 km². Налази се на средњој надморској висини од 130 метара (максималној 216 m, а минималној 103 m).

## Демографија
| 1962. | 1968. | 1975. | 1982. | 1990. | 1999. | 2011. |
| ----- | ----- | ----- | ----- | ----- | ----- | ----- |
| 201   | 215   | 224   | 183   | 284   | 318   | 352   |

График промене броја становника у току последњих година